# It’s a Mommy Thing!
It’s a Mommy Thing ist ein US-amerikanischer Pornofilm, der dem MILF-Genre zuzuordnen ist. Er erschien 2007 auf dem Label Elegant Angel. Der Film wurde im Jahr 2008 mit dem AVN Award als „Best MILF Release“ ausgezeichnet.

## Handlung
Der Film hat keine zusammenhängende Handlung, sondern fünf aneinandergereihte Szenen, bei denen die Hauptdarstellerin, eine MILF, jeweils mit jüngeren Männern Sex hat. 
Szene 1: Kristal Summers steht in der Küche eines großen Hauses und liest eine Notiz ihres Sohnes. Darin fragt er, ob sie seinen Freund zu einem Spiel fahren kann. Sie bereitet sich auf die Ankunft des jungen Freundes vor und beginnt dann Pool Billard zu spielen. Sie trägt pinkfarbene Legwarmer. Kurz darauf erscheint der junge Freund und es beginnt die sexuelle Handlung.
Szene 2: Ein junger Mann geht zu einem Haus und Nicole Moore öffnet die Tür. Sie sagt ihm, dass ihr Sohn nicht zu Hause ist, fragt aber, ob er ihr nicht helfen kann, die Terrasse zu säubern. Er beginnt zu fegen und sie bittet ihn, sein Shirt auszuziehen. Dann geht sie hinein und benutzt einen Vibrator. Dann folgt die sexuelle Handlung.
Szene 3: Eine junge Latina (gespielt von Renae Cruz) kommt herein und findet ihre Stiefmutter (Darryl Hanah), die nur mit einem Handtuch bekleidet an einem Drink nippt. Renee beschließt die Unterwäsche vorzuführen, die sie gerade gekauft hat, während sie ihrer Stiefmutter erzählt, was sie und ihr Freund Johnny gerne zusammen tun. Nach einer Weile Überredung gelingt es der Stieftochter, dass ihre Stiefmutter das Handtuch fallen lässt und zeigt ihr, wie Johnny es macht. Die Verführung funktioniert und Renee ruft Johnny herbei, der draußen gewartet hatte. 
Szene 4: Ein junger Mann schaut sich Nina Hartley an, die eine schwarze Brille trägt, wie sie sich ankleidet. Er erzählt, wie er am College nicht mit Frauen seines Alters zusammenkommt und dass er sie verehrt. Dies überrascht sie nicht und die beiden kommen sich näher.
Szene 5: Angelica Sin spielt eine Stiefmutter und erzählt ihrer Stieftochter (Alexis Love), was Männer mögen und was sie vielleicht ausprobieren möchte, wenn ihr Freund zu Besuch kommt. Angelica geht und man sieht Alexis und ihren Freund. Dann kommt die Stiefmutter zurück und sagt, dass sie es nicht richtig macht und zeigt ihr dann, wie es geht.

## Auszeichnungen
- 2008: AVN Award - Best MILF Release[1]
- 2007: Empire Award - Best Fetish DVD

## Fortsetzungen
Der Regisseur drehte folgende Fortsetzungen:
- It's a Mommy Thing! 2 (2007), mit Nicole Moore, Sky Taylor, Natasha Nice, Kelly Leigh, Devon Lee, Evie Delatosso, Victoria Valentino, Nikki Rhodes
- It's a Mommy Thing! 3 (2008), mit Kristal Summers, Lisa Ann, Rucca Page, Payton Leigh, Kacey Jordan, Beverly Hills und Brenda James (Gewinner des Adult Entertainment Broadcast Network (AEBN) VOD Award für "Best Overall Movie 2009")
- It's a Mommy Thing! 4 (2008), mit Julia Ann, Francesca Lé, Roxanne Hall, Melissa Monet, Missy Stone (ausgezeichnet mit dem AVN Award 2010 als "Best MILF Release")
- It's a Mommy Thing! 5 (2009), mit Raylene, Shayla LaVeaux, Sky Taylor, Camryn Cross, Faye Reagan, Diamond Foxxx
- It's a Mommy Thing! 6 (2012), mit Lisa Ann, India Summer, Tiffany Mynx, Tanya Tate, Darla Crane (ausgezeichnet mit dem AVN Award 2013 als "Best MILF/Cougar Release")
- It's a Mommy Thing! 7 (2015) mit Ryder Skye, Holly Heart, Veronica Avluv, Bianca Breeze
- It's a Mommy Thing! 8 (2016) mit Julia Ann, Cherie DeVille, Alexis Fawx, Allison Moore, Eva Long
- It's a Mommy Thing! 9 (2018) mit Reagan Foxx, Briana Banks, Raven Hart, Janna Hicks
- It's a Mommy Thing! 10 (2019) mit Ava Addams, Christie Stevens, London River, Dava Foxx
- It's a Mommy Thing! 11 (2021) mit Kenzie Taylor, Rachael Cavalli, Crystal Taylor, Quinn Waters
- It's a Mommy Thing! 12 (2021) mit Crystal Rush, Caitlin Bell, Jamie Michelle, Jessica Ryan